# پیترو گراسو
پیترو گراسو (ایتالیایی: Pietro Grasso؛ زادهٔ ۱ ژانویهٔ ۱۹۴۵) یک سیاست‌مدار اهل ایتالیا است که از تاریخ 16 مارس 2013 تا تاریخ 22 مارس 2018 سمت ریاست سنای ایتالیا و از تاریخ 14 ژانویه تا 3 فوریه 2015 سمت ریاست جمهوری ایتالیا را برعهده داشت.